# Leucophenga palpalis
Leucophenga palpalis är en tvåvingeart som först beskrevs av Adams 1905.  Leucophenga palpalis ingår i släktet Leucophenga och familjen daggflugor. Inga underarter finns listade i Catalogue of Life.